# Multifideen
Multifideen is een organische verbinding die wordt afgescheiden door vrouwelijke organismen van bepaalde bruinwierensoorten, waaronder Cutleria multifida, Chorda tomentosa en Zonaria angustata. De stof is een seksferomoon: ze trekt zaadcellen aan vanop afstand en is dus een onmisbare schakel in de voortplantingscyclus van de soorten. Een vrouwelijke gameet van bijvoorbeeld Cutleria multifida die bevrucht kan worden stoot een kleine hoeveelheid uit van een feromonenmengsel, dat hoofdzakelijk uit multifideen bestaat. Dat veroorzaakt een massale productie van zaadcellen in de buurt, die door multifideen naar de vrouwelijke gameet worden aangetrokken. Dit is een vorm van seksuele chemotaxie.
Multifideen werd voor het eerst uit Cutleria multifida geïsoleerd en geïdentificeerd rond 1973. De molecule is een koolwaterstof en bestaat uit een cyclopenteenring waarop twee alkenylgroepen zijn gesubstitueerd: een vinylgroep en een butenylgroep. De butenylgroep heeft de Z-configuratie rond de dubbele binding. De twee alkenylgroepen hebben een cis-configuratie ten opzichte van elkaar. De molecule is rechtsdraaiend. De exacte ruimtelijke configuratie van de molecule zoals die door de algen wordt geproduceerd, is bepaald als (+)-(3S,4S)-3-[(Z)-1-butenyl]-4-vinylcyclopenteen.